# Escudo de Baviera

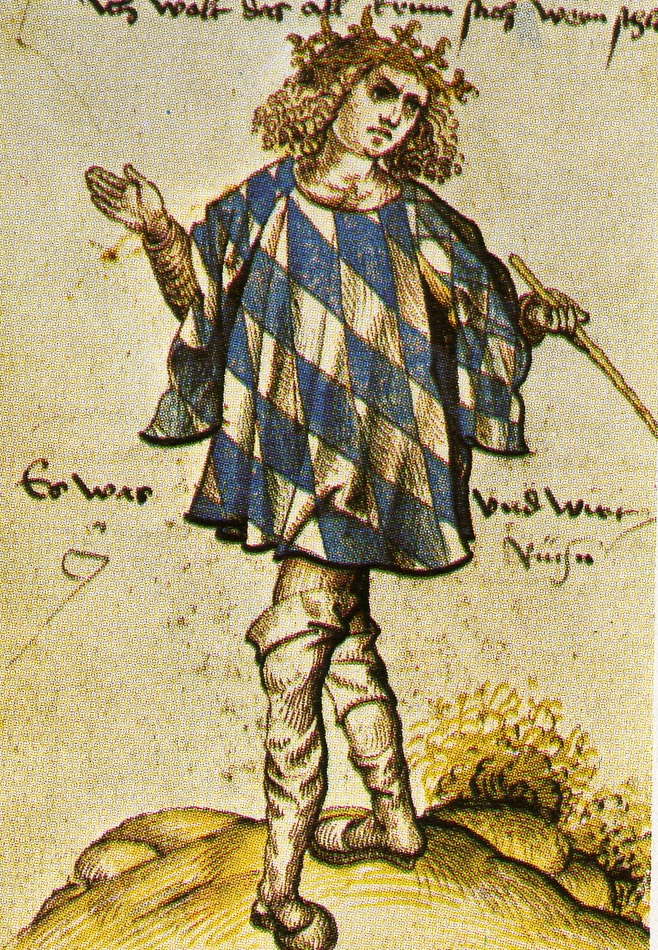
Heraldo bávaro Jörg Rügen con un tabardo con las armas bávaras, c. de 1510.

El escudo de armas de Baviera tiene versiones mayor y menor. Fue introducido por ley enteramente el 5 de junio de 1950.

Artículo 1
(2) Los colores del estado son blanco y azul.
Gobierno del Estado: Constitución del Estado Libre de Baviera de 2 de diciembre de 1946; Ley y Boletín Oficial Bávaro de 1946, p. 333 ff.

## Significado del escudo de armas
El escudo de armas moderno fue diseñado por Eduard Ege, siguiendo tradiciones heráldicas, en 1946.
- El León de Oro: En jefe, a la derecha, sable, un león rampante de oro, armado y linguado de gules. Representa la región administrativa del Alto Palatinado. Es idéntico al escudo de armas del Electorado del Palatinado
- El "Rastrillo de Franconia": En jefe, a la siniestra, partido dantelado de plata y de gules. Representa las regiones administrativas de Alta, Media y Baja Franconia. Este era el escudo de armas de los príncipes obispos de Wurzburgo, quienes también eran duques de Franconia.[3]
- La Pantera Azul: En la base diestra, argent, una pantera rampante de azur, armada de oro y linguada de gules. Representa las regiones de Baja y Alta Baviera.[2]
- Los Tres Leones: En la base siniestra, Oro, tres leones pasantes guardianes de sable, armados y linguados de gules. Representa a Suabia.[2]
- El Escudo en el escusón Azul-y-Blanco: El centro del escudo de losanges (rombos) oblicuos blancos y azules fue originalmente el escudo de armas de los Condes de Bogen, adoptado en 1247 por la Casa de Wittelsbach. Los losanges (rombos) blancos-azules son indisputablemente el emblema de Baviera y el corazón del escudo en la actualidad simboliza Baviera enteramente. Conjuntamente con la Corona Popular, es oficialmente utilizado como Escudo de Armas Menor.[2]
- La Corona Popular: Los cuatro campos del escudo con el escusón en el centro del escudo son coronados con una banda dorada decorada con piedras preciosas con cinco hojas ornamentales. Esta corona apareció por primera vez en el escudo de armas de 1923 para simbolizar la soberanía popular después de desprenderse de la corona real.[2]

## Historia

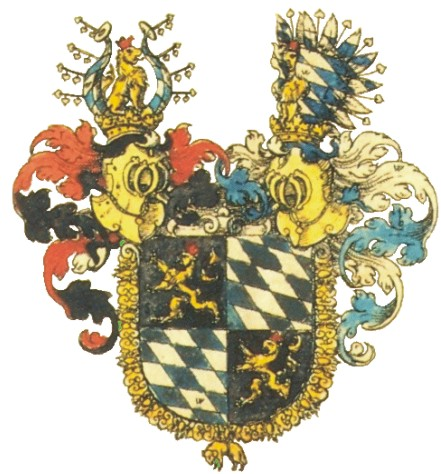
Armas de Wittelsbach (1703)

Baviera fue uno de los ducados raíz del Imperio de Franco Oriental y del Sacro Imperio Romano Germánico. La Casa de Wittelsbach, que gobernó en Baviera durante unos ocho siglos, utilizaba el escudo de rombos desde 1242, después cuarteado con el león del Electorado del Palatinado.
Baviera se convirtió en reino en 1806, y en 1835 fue creado un nuevo escudo de armas, similar al actual pero representando algunas regiones mediante diferentes escudos de armas.
El primer escudo de armas conocido de la Casa de Wittelsbach es Gules, con un faja de oro dantelada en un escudo azul. Cuando Luis I se casó con Ludmilla, la viuda de Alberto III, Conde de Bogen, adoptó el escudo de armas de los condes de Bogen conjuntamente con sus tierras. El número de rombos varió; desde el siglo XV se utilizaron 21, aumentando a 42 cuando Baviera se convirtió en reino en 1806.

Hasta 1623
1623-1777
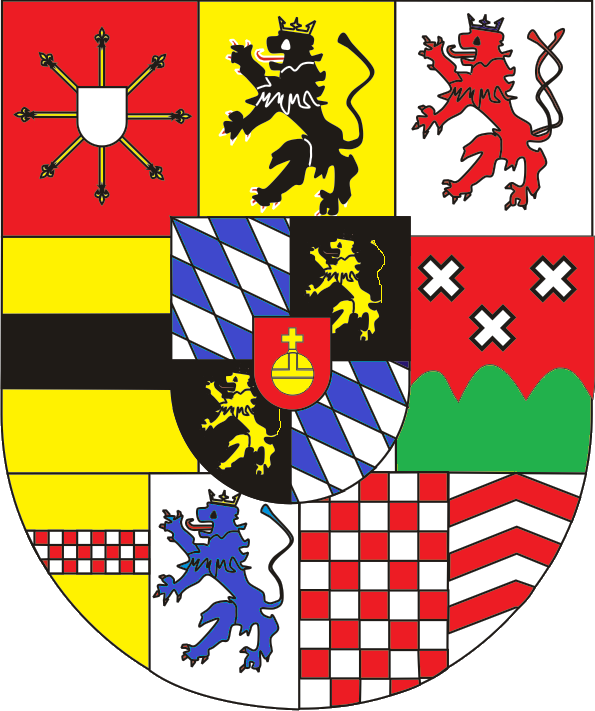
1777-1799
1799-1804
1804-1806
1806
1806-1835
1835-1923
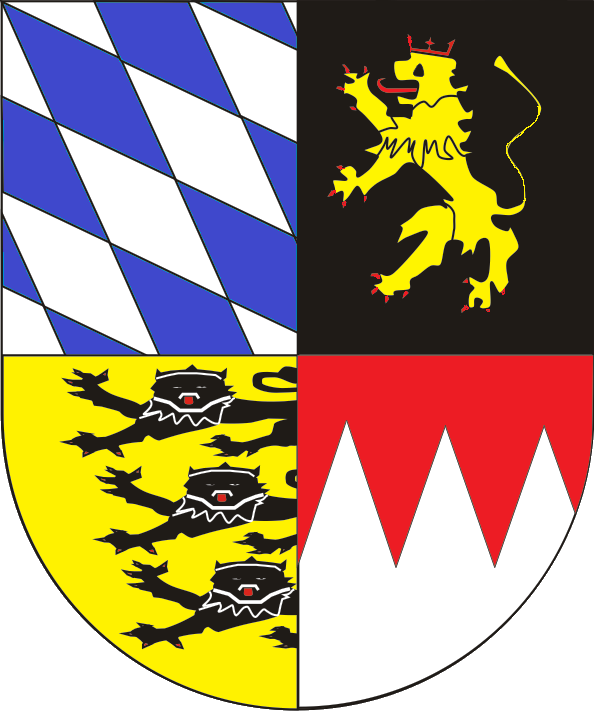
1923-1950
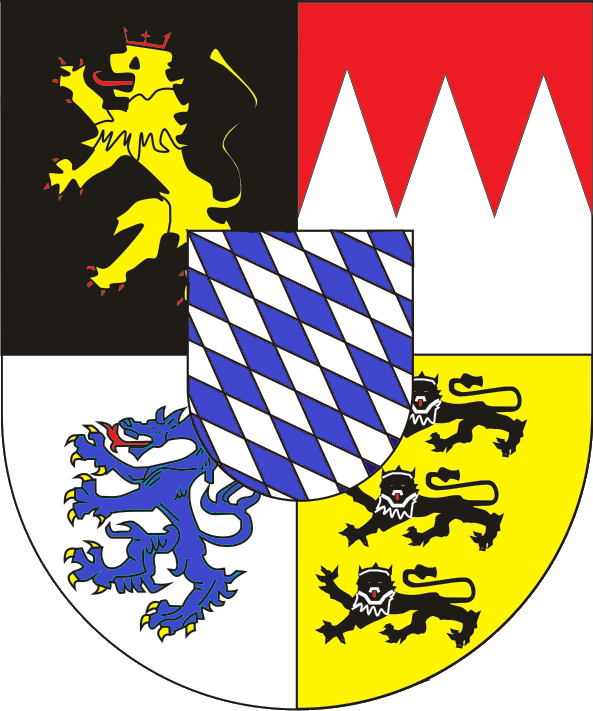
Desde 1950

Lit: Wilhelm Volkert; Die Bilder in den Wappen der Wittelsbacher. (Wittelsbach und Bayern, Köln, 1980)

### Escudo de armas de Kraiburg

Las armas de Kraiburg.

Escudo de armas del Electorado de Baviera (Elector Palatino) entre 1623-1807, utilizado en banderas de este periodo, refleja la unión entre el Ducado de Baviera y el Elector Palatino (conocido comúnmente como Elector de Baviera) muestra las armas históricas de Baviera y las del Palatinado, con un orbe de oro en el escusón en campo rojo por su posición como senescal imperial del Sacro Imperio Romano Germánico.

Escudo entre 1807-35. Pabellón y corona real que muestran el hecho que Baviera ha alcanzado el estatus de reino. El escudo es para la casa reinante.

Escudo de armas entre 1835-1918. El primer cuartel es un león de oro del Palatinado. El segundo campo es el rastrillo de Franconia. El tercer campo mostraba un campo de bandas rojas y blancas con palo de oro, el escudo de armas del margraviato de Burgau, representando Suabia. El cuarto campo mostraba un león azul con corona de oro sobre un fondo blanco (el León de Veldenz), representando la rama gobernante de la casa de Wittelsbach. El escusón para Baviera.

En el siglo XI, los condes de Kraiburg, una rama de los condes de Sponheim del Hesse Renano, adquirieron tierras en Alta y Baja Baviera. En 1259, después de la muerte del último miembro varón de la familia, la comarca fue vendida a los duques de Baviera. El escudo de armas de la familia era un "León de Sponheim", aunque la carga no era un león sino una "panthier" (pronunciado en francés), una mezcla de dragón y león. En la actualidad, la panthier que escupe fuego/pantera es el Escudo de Armas de la ciudad de Ingolstadt. El escudo de armas creado para el Reino de Baviera en 1835 incluye el ‘león’.